# Hästbanan på Rømø

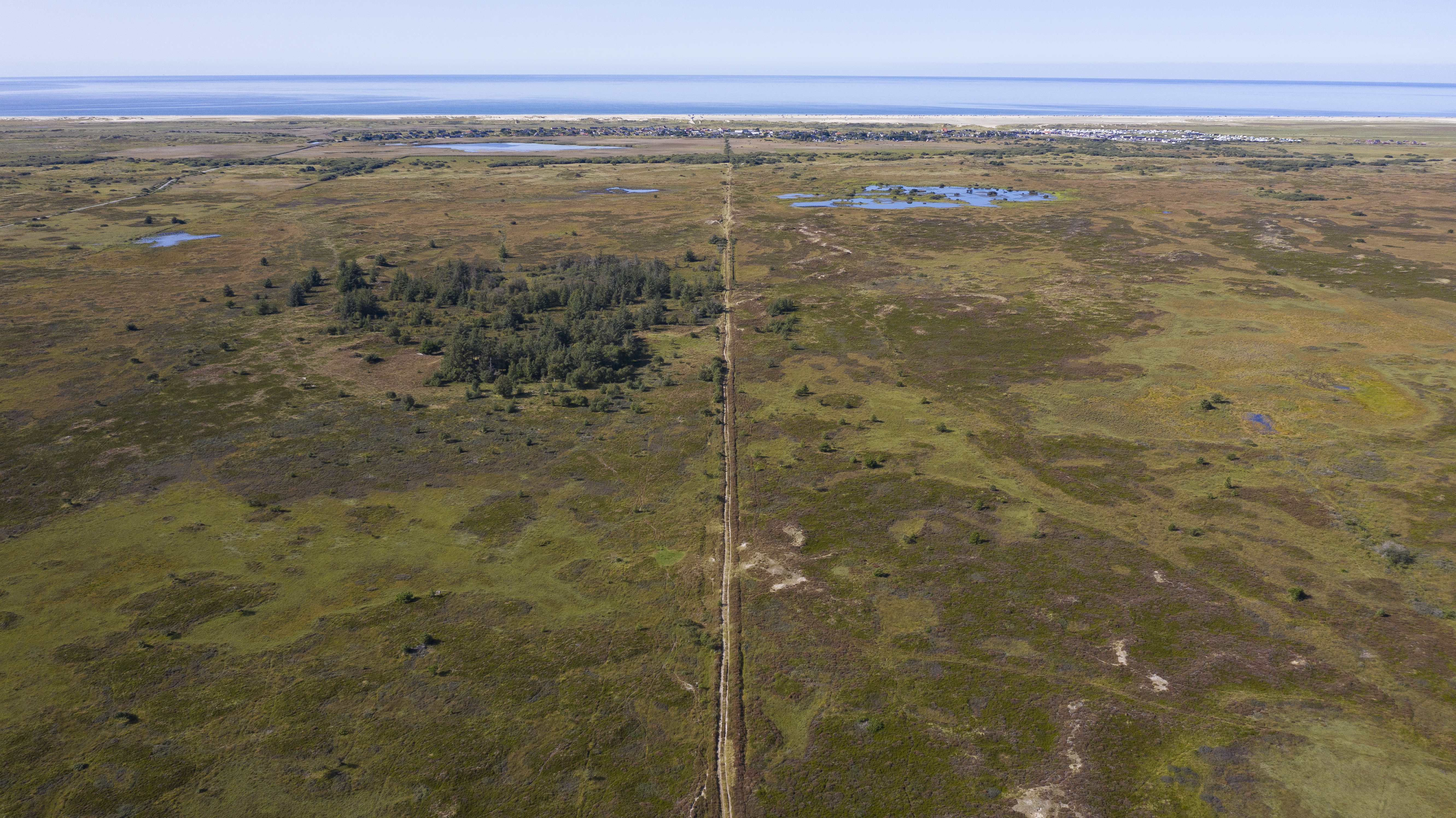
Gammel Skinnevej, sedd mot väster

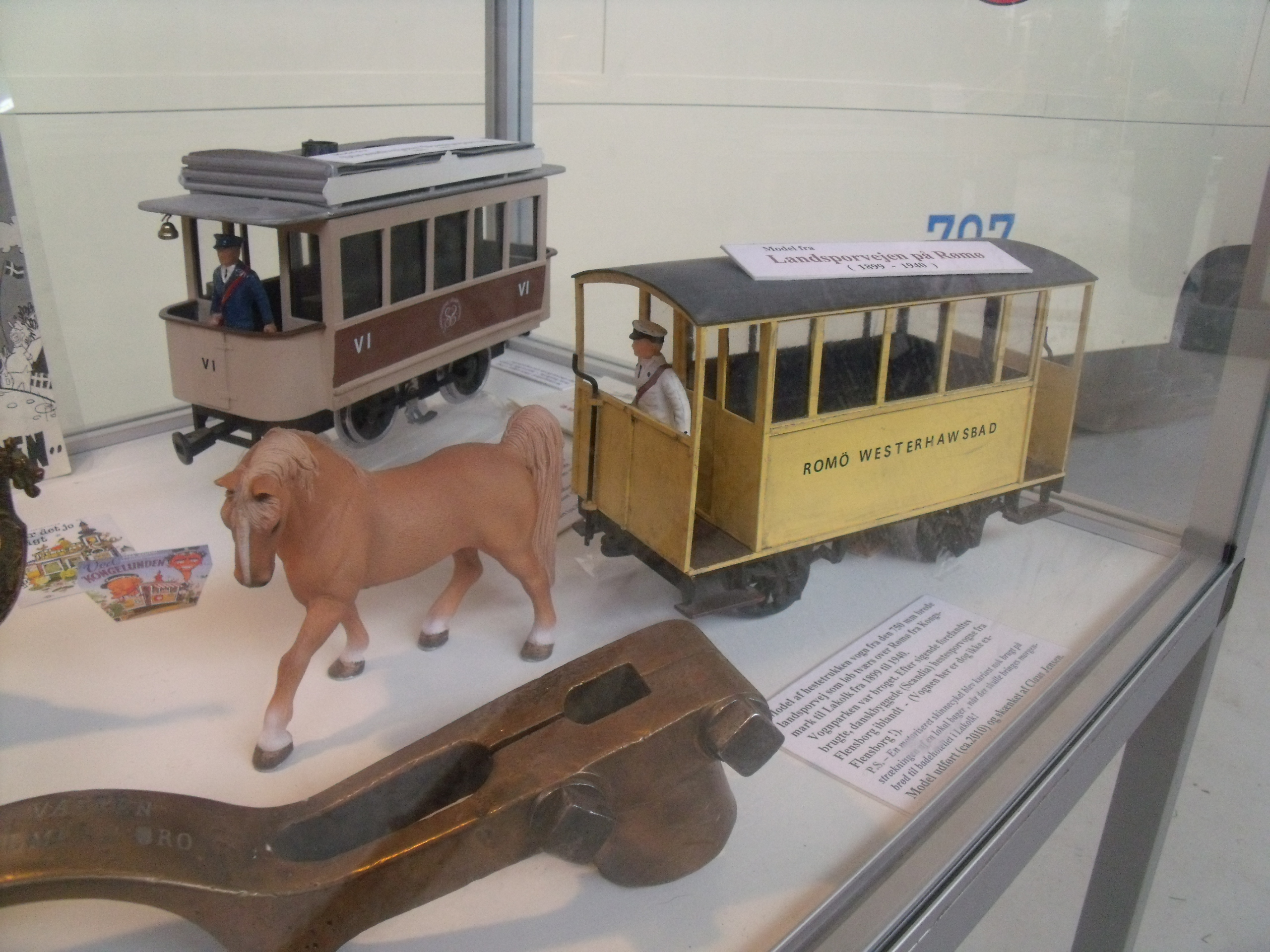
Modell av ekipage på hästbanan på Rømø på Sporvejsmuseet Skjoldenæsholm

Hästbanan på Rømø var en hästbana på ön Rømø i Nordslesvig, som var i drift mellan 1899 och 1940. Den kallades under den tyska tiden "Inselbahn Röm" och under den danska tiden "Troljebanen".
Den lokale prästen, tyskaktivisten och entreprenören Johannes Jacobsen var drivkraften i att etablera Rømø som turistort för tyskspråkiga besökare. Badorten Lakolk grundades 1896 på den då tyska ödelens västra kust av företaget Nordseebad Lakolk AG, som också anlade en spårväg. Ön låg då i Kungariket Preussen. År 1920 ändrades gränsen mellan Tyskland och Danmark och Nordslesvig blev åter en del av Danmark.
Järnvägen lades mellan hamnen Kongsmark på östra sidan och badhotellen och stränderna i "Romø Westerhawsbad" tvärs över ön, en sträcka på 3,8 kilometer. Den tog 20 minuter att befara. Spårvidden var 750 millimeter. 
Hästbanan användes för att transportera passagerare från och till fartygen från slussen vid Højer på fastlandet och för varutransporter. I vagnparken ingick två personvagnar och fyra godsvagnar. Tanken var att trafikera med ett ånglok, men banan på den sanka marken var inte bärig för detta, utan hästar använder som dragkraft ända fram till dess driften upphörde 1940. Spåren revs upp och såldes, men banvallen finns kvar som promenadväg under namnet Gammel Skinnevej.